# Ar-Pharazôn
Ar-Pharazôn, o Dourado, é um personagem fictício da obra O Silmarillion, criado por J. R. R. Tolkien. Foi o vigésimo-quinto e último rei de Númenor. Se tornou rei quando se casou com Míriel (filha de Tar-Palantír), pois esta se tornaria a quarta Rainha de Númenor, mas Ar-Pharazôn usurpou o trono. Ele afrontou Sauron e o capturou sem luta, levando-o à Ilha como prisioneiro. Mas Sauron era astuto e maligno. Descobriu que os numenoreanos há algum tempo temiam a morte e invejavam a vida eterna dos elfos em silêncio, apesar de eles terem vida mais longa em relação aos outros homens da Terra-Média. Então envenenou a mente dos numenoreanos e a do rei e começou até a fazer parte do Conselho de Númenor, dizendo que a vida eterna era um direito que os numenoreanos tinham. Passou a perseguir os Fiéis, que eram contra esses pensamentos, mas chegou em seu ápice quando propôs a Ar-Pharazôn guerrear contra os elfos e os Valar. Então Ar-Pharazôn saiu com a maior frota que Arda jamais vira. Pharazôn chegou a pisar em Aman, mas Ilúvatar fora invocado pelos Valar. Então houve um grande tremor. Partes do Pélori desceram abaixo, matando Ar-Pharazôn e alguns de seus homens que lá haviam pisado, sendo enterrados vivos. Navios afundaram, Númenor se rasgou e o mar invadiu. Sauron morreu, mas seu espírito retornou a Mordor em fúria. Míriel também morreu enquanto tentava subir o Meneltarma para se salvar, mas o mar a levou. Os Fiéis por pouco conseguiram escapar, chegando à Terra-Média. Alguns dos numenoreanos que seguiam Ar-Pharazôn sobreviveram e viveram em Umbar, tornando-se os numenoreanos negros.